# Carl Ferdinand Cori
Carl Ferdinand Cori, avstrijsko-ameriški biokemik in akademik, nobelovec, * 5. december 1896, Praga, Avstro-Ogrska (danes Češka), † 20. oktober 1984, Cambridge, Massachusetts, Združene države Amerike.
Z ženo Gerty Cori in argentinskim fiziologom Bernardom Houssayjem je razvozlal razgradnjo in biosintezo glikogena v organizmu, za kar so leta 1947 prejeli Nobelovo nagrado za fiziologijo ali medicino.

## Življenje in delo
Rodil se je v družini izobražencev avstrijskega porekla, ki je že več generacij živela v Pragi. Ko je bil star dve leti, so se preselili v Trst, kjer je njegov oče, zoolog, postal direktor morske biološke postaje. Tu je odraščal, obiskoval klasično gimnazijo (1906-14) in pogosto spremljal očeta pri terenskem delu. V stimulativnem domačem okolju je razvil zanimanje za naravoslovje, pa tudi nekatera področja humanistike. Leta 1914 je v skladu z družinsko tradicijo vpisal študij medicine na Karlovi univerzi v Pragi, verjel pa je tudi, da je to najboljša pot če se želi kasneje ukvarjati z biologijo. Tu je prvič spoznal svojo bodočo ženo, Gerty Radnitz. Študij je prekinila prva svetovna vojna; Carl je bil sredi tretjega letnika vpoklican v avstrijsko vojsko, kjer je večino časa služil kot sanitetni častnik na italijanskem bojišču in dobil izkušnje iz klinične medicine ter patologije. Nanj je naredila močan vtis nemoč zdravnikov v boju proti nalezljivim boleznim tistega časa, pa tudi krutost vojne nasploh. Po vojni, leta 1920 sta z Gerty doktorirala, objavila skupni znanstveni članek in se poročila. Podoktorski študij sta nadaljevala na Univerzi na Dunaju, a življenje v povojni Evropi je bilo težavno (tudi zaradi ženinega judovskega porekla), zato sta začela razmišljati o emigraciji v Združene države Amerike. Ta ni bila takoj izvedljiva, saj Carl ni dobil odgovora na poizvedovanje za službo, zato je sprejel položaj raziskovalca pri Ottu Loewiju na oddelku za farmakologijo Univerze v Gradcu. V tem času se je odločil, da se bo posvetil raziskavam presnove ogljikovih hidratov. Kljub stimulativnemu delu je postajalo življenje v Avstriji zaradi vzpona nacionalsocializma vse bolj nevzdržno, zato sta bila Corijeva pripravljena sprejeti celo službo zdravnikov pri nizozemski vladi na Javi.
V tem času pa je končno prišel pozitiven odgovor iz ZDA in Carl je odšel na Državni inštitut za preučevanje malignih bolezni (danes Spominski inštitut Roswell Park) v mestu Buffalo (New York). Dobil je položaj biokemika na inštitutu, kamor mu je pol leta kasneje sledila še žena kot asistentka patologinja. Njuni raziskovalni poti se nista več ločili, saj sta se tudi v tem pogledu odlično ujela, čeprav je imela Gerty v začetku precejšnje težave zaradi spolne diskriminacije. Inštitut je bil usmerjen v raziskave raka in radioterapije, a je imel Carl zaradi ohlapnega vodstva veliko svobode; od 80 znanstvenih člankov, ki jih je objavil v tem obdobju (od tega 50 v soavtorstvu z Gerty), jih je bilo samo 10 na temo raka. V ostalih sta poročala o svojih odkritjih na področju presnove ogljikovih hidratov, predvsem njeno hormonalno uravnavanje na ravni organizma. Njun prvi preboj je prišel z odkritjem t. i. Corijevega cikla pretvorbe glukoze v glikogen in obratno. Dokazala sta, da je mlečna kislina ključen vmesni člen v tem procesu, posrednik med glikogenom, ki nastane v mišicah, in glikogenom, ki se razgrajuje v jetrih. Carl je postal naturalizirani državljan ZDA leta 1928.
Leta 1931 sta odšla na Washingtonovo univerzo v St. Louisu, od koder je Carl nepričakovano dobil ponudbo za mesto predavatelja in vodje oddelka za farmakologijo kot Gasserjev naslednik. Raziskave sta nadaljevala na izoliranih tkivih in odkrila produkt razgradnje glikogena, glukozo-1-fosfat (znan tudi kot »Corijev ester«) ter encim, ki katalizira njegovo sintezo - fosforilazo. Dokazala sta, da je produkt obrnjene reakcije glikogen, s čimer sta postala prva, ki jima je uspelo sintetizirati biološko makromolekulo in vitro, vendar je kasneje postalo jasno, da je samo stranski produkt, saj je lahko pretvorba med glukozo in mlečno kislino neposredna. Poleg tega sta se v tem času ukvarjala tudi z izolacijo fosforilaze s kristaliziranjem in preučevanjem njenih kemičnih lastnosti. Leta 1936 se jima je rodil sin Thomas. Med drugo svetovno vojno je Carl poučeval tako farmakologijo kot biološko kemijo. Leta 1946 je prevzel vodenje oddelka za biološko kemijo; ves ta čas sta nadaljevala z raziskovanjem, predvsem na področju regulacije presnove glukoze z insulinom, adrenalinom in drugimi hormoni, vendar jima mehanizma delovanja insulina ni uspelo razkriti. Po vojni sta njegova oddelka pritegnila številne perspektivne mlade sodelavce; kar šest od njih je kasneje prejelo Nobelovo nagrado: Christian de Duve, Arthur Kornberg, Luis F. Leloir, Severo Ochoa, Earl Wilbur Sutherland Jr. in Edwin G. Krebs.
Njune uspehe je zasenčila Gertyjina neozdravljiva bolezen, ki se je razvila konec 1940. let. Umrla je leta 1957; tri leta kasneje se je Carl znova poročil, tokrat z Anne Fitzgerald-Jones. Leta 1966 se je upokojil in sprejel mesto gostujočega profesorja na medicinski fakulteti Univerze Harvard, poleg tega pa je vodil tudi laboratorij v splošni bolnišnici Massachusettsa v Bostonu. V zadnjih letih se je ukvarjal s povezavo mutacij gena za encim glukoza-6-fosfatazo s presnovnimi boleznimi, predvsem pa je pisal pregledne znanstvene članke na temo presnove ogljikovih hidratov in širše o znanosti. Leta 1983 je zaradi bolezni končal z raziskavami in umrl leto kasneje.

## Priznanja
Leta 1946 je postal prvi prejemnik novoustanovljene nagrade Alberta Laskerja za temeljne medicinske raziskave. Naslednje leto sta z Gerty prejela polovico Nobelove nagrade za fiziologijo ali medicino.
Izvoljen je bil za člana Ameriške akademije umetnosti in znanosti, Nacionalne akademije znanosti ZDA in tujega člana britanske Kraljeve družbe. Poleg tega je prejel častne doktorate več univerz, med njimi Univerze Yale, Univerze v Cambridgeu in matične Washingtonove univerze v St. Louisu.
Po zakoncih Cori je češki astronom Antonín Mrkos poimenoval leta 1983 odkriti asteroid 6175 Cori.